# Hyakinthos

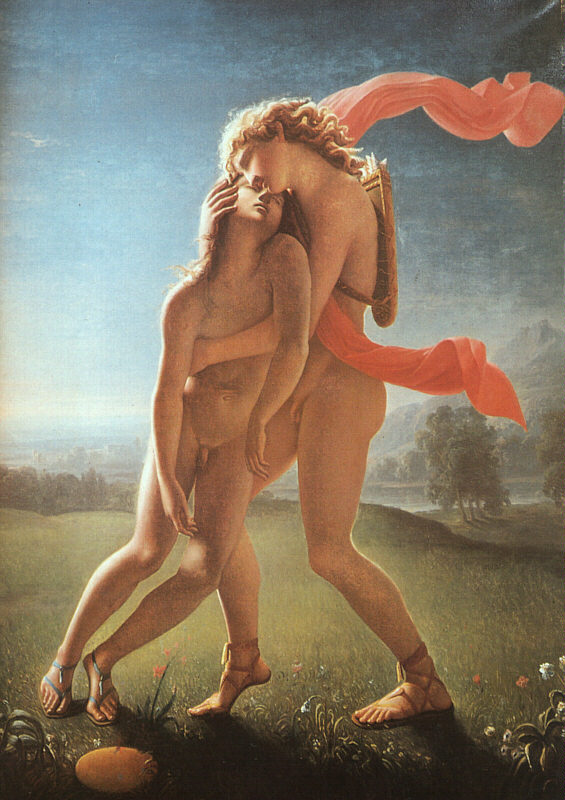
De dood van Hyakinthos, door Jean Broc.

Hyakinthos (Oudgrieks: Ὑάκινθος) of Hyacinthus (Latijn) is een figuur uit de Griekse mythologie. Hij was een Spartaanse prins en een halfgod, de zoon van de muze Clio en de Macedonische koning Piërus. Hij werd vooral vereerd in het Spartaanse Amyclae.

## Mythe
Er zijn twee verhalen over Hyakinthos overgeleverd:
1. Op een dag waren Hyakinthos en de god Apollo een wedstrijd discuswerpen aan het houden. Ze wierpen om beurten. Apollo wilde indruk maken op zijn geliefde en wierp daarom met al zijn macht, maar toen Hyakinthos begon te lopen om de discus op te vangen om zo eveneens indruk te maken op Apollo, werd hij dodelijk geraakt aan zijn hoofd door de vallende discus.
2. Volgens de mythe waren zowel de zonnegod Apollo als de westenwindgod Zephyros verliefd op Hyakinthos. Maar Hyakinthos verkoos Apollo boven Zephyros en daarom werd deze laatste kwaad. Toen Hyakinthos en Apollo aan het trainen waren met de discus, werd hij geraakt door een discus die door de windgod Zephyros uit koers was geblazen.

Toen Hyakinthos stierf, was Apollo zo verdrietig dat hij bijna zijn onsterfelijkheid opgaf om samen te zijn met zijn geliefde in de dood. Apollo schiep uit het bloed van Hyakinthos de bloem hyacint ter nagedachtenis aan zijn dood, en zijn tranen markeerden op de bloemblaadjes de letters αἰαῖ ('aiai'), wat helaas betekent.
Hyakinthos zou door Apollo zijn begraven bij diens tempel in Amyclae, waar ieder jaar drie dagen lang de Hyakinthiën, het Festival van Hyakinthos, werden gevierd ter ere van de gedode jongen, een groot feest in Sparta. De eerste dag van het feest was een rouwperiode om de dood van de jongen en de andere twee dagen vierde men zijn hergeboorte.